# Thaumatosmylus umbratus
Thaumatosmylus umbratus är en insektsart som beskrevs av Tim R. New 1991. Thaumatosmylus umbratus ingår i släktet Thaumatosmylus och familjen vattenrovsländor. Inga underarter finns listade i Catalogue of Life.